# Station Kutoarjo

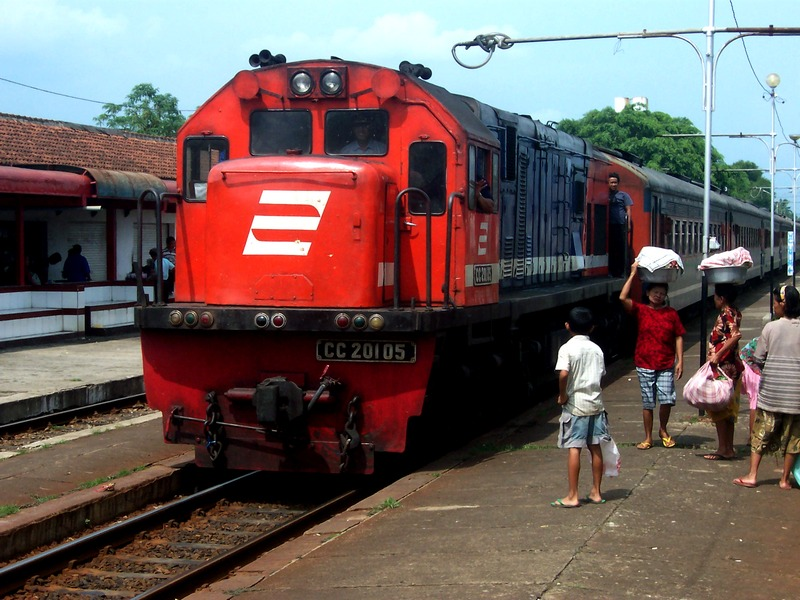
Trein op Station Kutoarjo (2006).

Kutoarjo is een spoorwegstation in de Indonesische provincie Midden-Java.